# CHL Goaltender of the Year

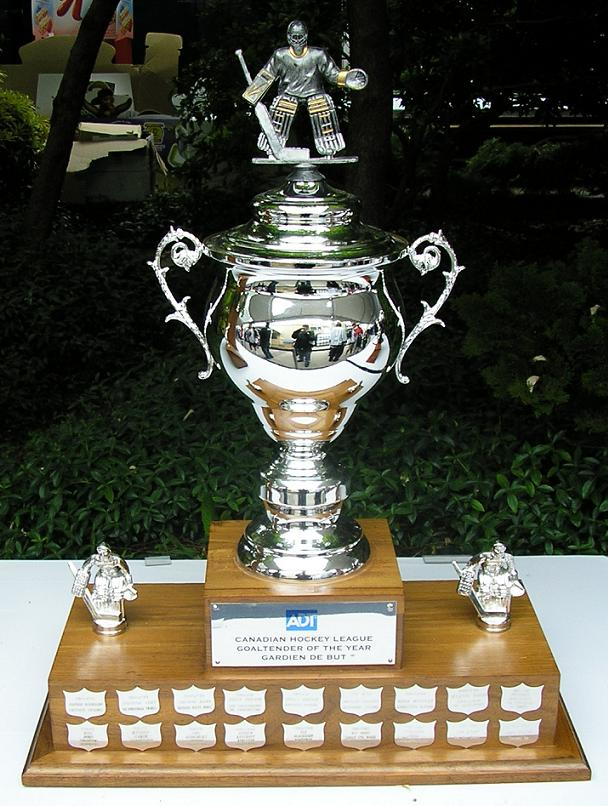
CHL Goaltender of the Year Award

Der CHL Goaltender of the Year Award (dt. Torhüter des Jahres) ist eine Auszeichnung der Canadian Hockey League. Er wird seit Ende der Saison 1987/88 jährlich an den besten Torhüter der drei großen kanadischen Juniorenligen vergeben. Zur Wahl stehen jeweils der Gewinner der Del Wilson Trophy (bester Torhüter der Western Hockey League), der Jim Rutherford Trophy (bester Torhüter der Ontario Hockey League) und der Trophée-Jacques-Plante-Gewinner (bester Torhüter der Quebec Major Junior Hockey League).

## Gewinner
| Jahr    | Spieler             | Team                        | Liga           |
| ------- | ------------------- | --------------------------- | -------------- |
| 2024/25 | Jackson Parsons     | Kitchener Rangers           | OHL            |
| 2023/24 | William Rousseau    | Rouyn-Noranda Huskies       | QMJHL          |
| 2022/23 | Nathan Darveau      | Victoriaville Tigres        | QMJHL          |
| 2021/22 | Dylan Garand        | Kamloops Blazers            | WHL            |
| 2020/21 | nicht vergeben      | nicht vergeben              | nicht vergeben |
| 2019/20 | Dustin Wolf         | Everett Silvertips          | WHL            |
| 2018/19 | Ian Scott           | Prince Albert Raiders       | WHL            |
| 2017/18 | Carter Hart         | Everett Silvertips          | WHL            |
| 2016/17 | Michael McNiven     | Owen Sound Attack           | OHL            |
| 2015/16 | Carter Hart         | Everett Silvertips          | WHL            |
| 2014/15 | Philippe Desrosiers | Rimouski Océanic            | QMJHL          |
| 2013/14 | Jordon Cooke        | Kelowna Rockets             | WHL            |
| 2012/13 | Patrik Bartošák     | Red Deer Rebels             | WHL            |
| 2011/12 | Michael Houser      | London Knights              | OHL            |
| 2010/11 | Darcy Kuemper       | Red Deer Rebels             | WHL            |
| 2009/10 | Jake Allen          | Drummondville Voltigeurs    | QMJHL          |
| 2008/09 | Mike Murphy         | Belleville Bulls            | OHL            |
| 2007/08 | Chet Pickard        | Tri-City Americans          | WHL            |
| 2006/07 | Carey Price         | Tri-City Americans          | WHL            |
| 2005/06 | Justin Pogge        | Calgary Hitmen              | WHL            |
| 2004/05 | Jeff Glass          | Kootenay Ice                | WHL            |
| 2003/04 | Cam Ward            | Red Deer Rebels             | WHL            |
| 2002/03 | Adam Russo          | Acadie-Bathurst Titan       | QMJHL          |
| 2001/02 | Ray Emery           | Sault Ste. Marie Greyhounds | OHL            |
| 2000/01 | Dan Blackburn       | Kootenay Ice                | WHL            |
| 1999/00 | Andrew Raycroft     | Kingston Frontenacs         | OHL            |
| 1998/99 | Cody Rudkowsky      | Seattle Thunderbirds        | WHL            |
| 1997/98 | Mathieu Garon       | Chicoutimi Saguenéens       | QMJHL          |
| 1996/97 | Marc Denis          | Chicoutimi Saguenéens       | QMJHL          |
| 1995/96 | Frédéric Deschênes  | Granby Prédateurs           | QMJHL          |
| 1994/95 | Martin Biron        | Beauport Harfangs           | QMJHL          |
| 1993/94 | Norm Maracle        | Saskatoon Blades            | WHL            |
| 1992/93 | Jocelyn Thibault    | Sherbrooke Faucons          | QMJHL          |
| 1991/92 | Corey Hirsch        | Kamloops Blazers            | WHL            |
| 1990/91 | Félix Potvin        | Chicoutimi Saguenéens       | QMJHL          |
| 1989/90 | Trevor Kidd         | Brandon Wheat Kings         | WHL            |
| 1988/89 | Stéphane Fiset      | Victoriaville Tigres        | QMJHL          |
| 1987/88 | Stéphane Beauregard | Saint-Jean Castors          | QMJHL          |